# Mario Nardelli
Mario Nardelli est un footballeur français né le 2 août 1953 à Berkane. Il évolue au poste de attaquant du milieu des années 1970 au milieu des années 1980 puis défenseur du milieu des années 1980 au milieu des années 1987.
Il joue notamment à l'Olympique avignonnais puis évolue à l'AS Angoulême, au Montpellier PSC et au Stade de Reims.

## Biographie
Mario Nardelli rejoint l'AS aixoise en 1976. Il dispute avec ce club vingt-sept matchs pour six buts inscrits en Division 3. Il rejoint après cette saison l'Olympique avignonnais puis évolue à l'AS Angoulême, au Montpellier PSC et au Stade de Reims.
Après sa carrière de footballeur professionnel, il passe 2 saisons à l.A.C.ARLES (Division 4) avant de rejoindre le club de Mouriès où il est d'abord entraîneur-joueur de 1987 à 1992. Il devient par la suite président de ce club,.